# Madina Dansoko
Pour les articles homonymes, voir Dansoko.
Madani Dansoko, née en 1986 à Dalaba en Moyenne-Guinée, est une entrepreneuse et femme d'affaires guinéenne.
Elle est la première femme guinéenne à mettre en place un abattoir de volailles moderne en Guinée, cofondatrice de MANSSAH,.

## Carrière professionnelle
Madina Dansoko ne fait pas de grandes études après son certificat d’étude primaire (CEP) à Conakry, elle rentre à Labé chez son père où elle réalise son brevet d’étude du premier cycle (BEPC) puis exerce la comptabilité dans une école professionnelle[Laquelle ?].
Avec l’élevage des poules pondeuses dans la ferme familiale et ses voyages dans certains pays de l’Afrique de l’Ouest, elle finit par comprendre que le commerce de la viande de poulet pourrait être indispensable sur le marché guinéen et crée donc son entreprise d'abattage, Lella SARL, en 2018,.
En 2023, elle est la cogérante de la ferme avicole Agriferme, la vice-présidente de l'association des producteurs de viande de volaille et la vice-présidente de la chambre nationale de l’agriculture.

### Fondation de MANSSAH
Madina Dansoko, Alain Foka et d'autres africains sont les fondateurs de MANSSAH,.

## Parcours politique
Le 16 avril 2024, elle es nommée pour la présidence de la délégation spéciale de la commune de Sonfonia nouvellement créé. Elle est installée dans ses fonctions le 22 avril en présence de la gouverneur de la ville de Conakry Général M'Mahawa Sylla.